# Křižovatka Koruna
Křižovatka Koruna (někdy také zvaná „křižovatka U Koruny“) je významný dopravní uzel na Gočárově třídě v Hradci Králové na Pražském Předměstí. Jedná se o kruhový objezd, který má svým tvarem připomínat královskou korunu, čímž odkazuje na Hradec Králové jako královské město. Uprostřed křižovatky se nachází fontána.
Původně semafory řízená křižovatka byla přestavěna kruhovou v letech 2015–2016. Autory architektonického návrhu byli doc. Ing. arch. Patrik Kotas, Ing. Jiří Shejbal, Ing. arch. Michal Potůček a Ing. arch. Jaromír Chmelík. Na rohu křižovatky se nachází obchodní centrum Aupark, které bylo vystavěno společně s rekonstrukcí křižovatky. V roce 2017 byla křižovatka oceněna titulem Dopravní stavba roku 2016.

## Kritika
Projekt křižovatky se stal terčem kritiky, především kvůli své ceně, která se z předpokládaných 65 milionů vyšplhala na 120 milionů korun. Kompletní částku zaplatilo město Hradec Králové ze svého rozpočtu. Architekta Věra Konečná se vyjádřila o zbytečnosti fontány. Podle ní „Fontány patří do parků, na náměstí, prostě tam, kde mají smysl.“ Veřejnost však popudily hlavně sloupky, které jsou součástí objezdu, a kvůli kterým začali někteří křižovatce přezdívat „Trnová koruna”. Špičaté sloupky mohou být podle některých názorů nebezpečné pro cyklisty a chodce, kteří by se v případě pádu mohli o sloupky zranit. Město později na krátkou dobu přidalo na sloupky tenisové míčky jako „bezpečnostní prvky“. Architekt Patrik Kotas reagoval argumentem, že jsou sloupky odvrácené od cyklostezky a stejně se člověk může zranit o cokoliv, nehledě na ostré hrany. Po otevření křižovatky pro dopravu se brzy začaly objevovat dopravní zácpy i přesto, že projekt křižovatky počítal s vývojem dopravy až do roku 2032. Kvůli kolonám např. musela být změněna trasa autobusové linky č. 15 a po šedesáti dnech od otevření křižovatky, bylo rozhodnuto o přestavbě přilehlé cyklostezky, která byla součástí projektu, kvůli nevyhovujícímu dopravnímu řešení. Celý projekt také rozhádal hradecké zastupitele.

### Fotogalerie

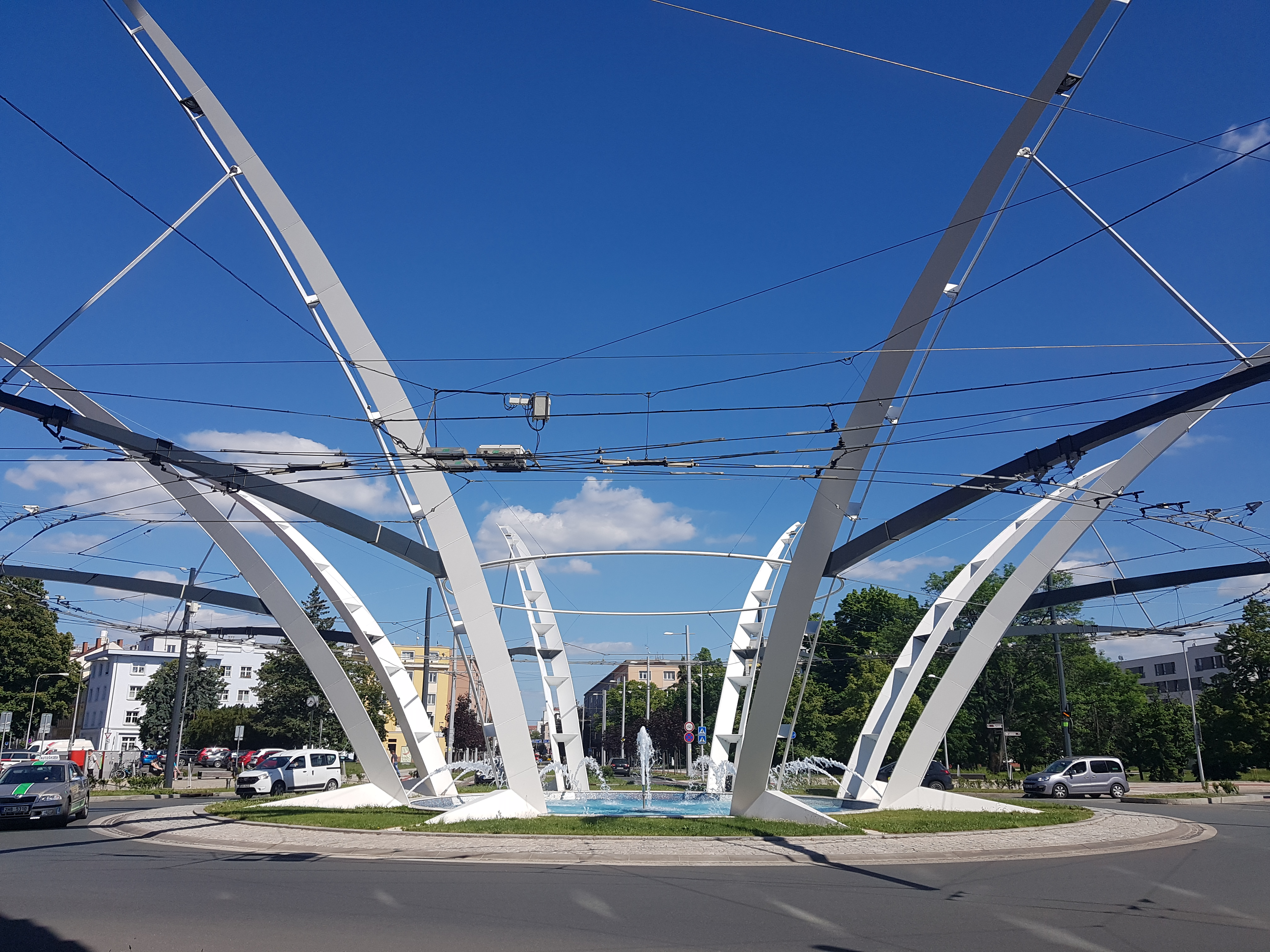
Křižovatka Koruna s fontánou
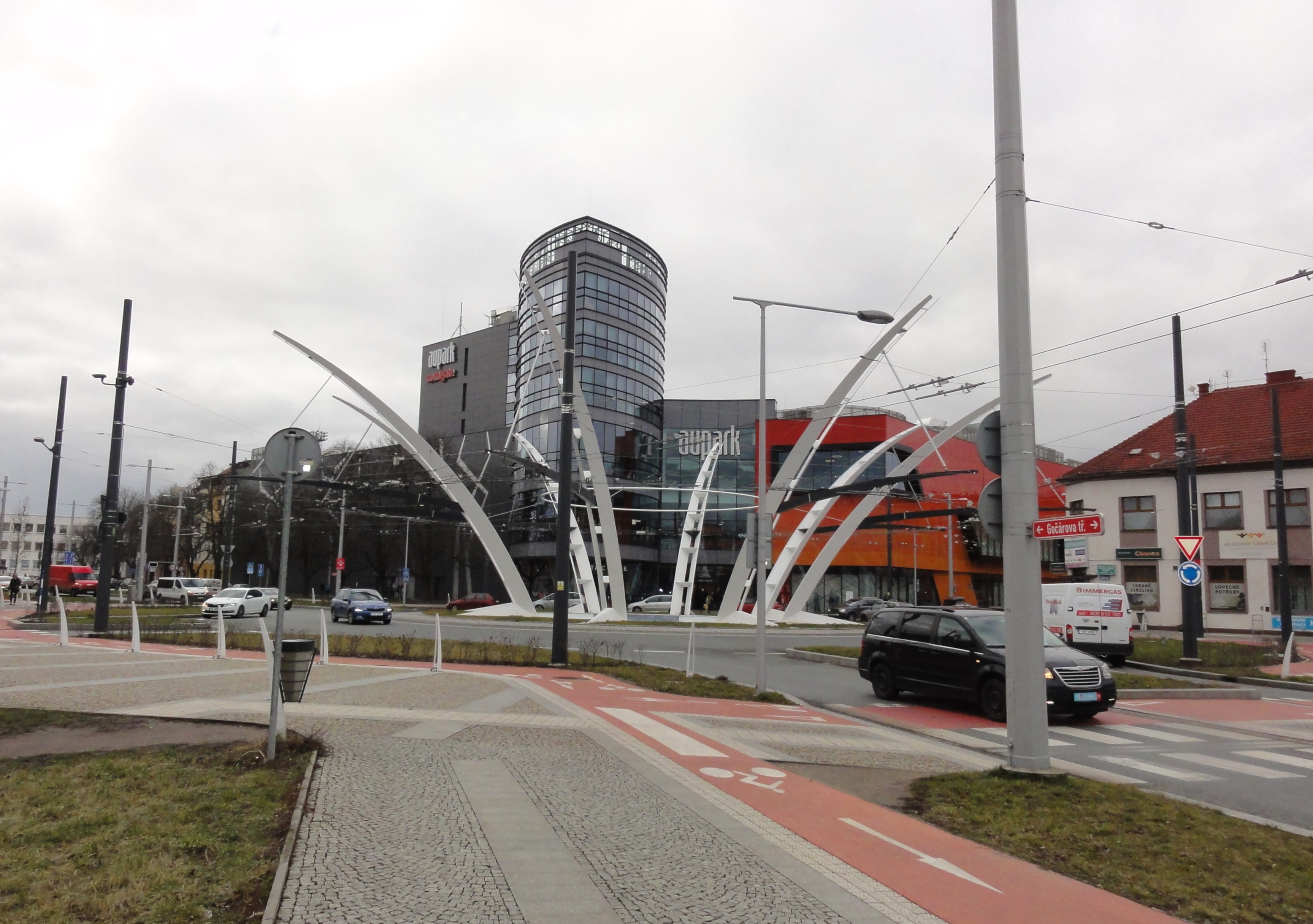
Křižovatka s OC Aupark v pozadí
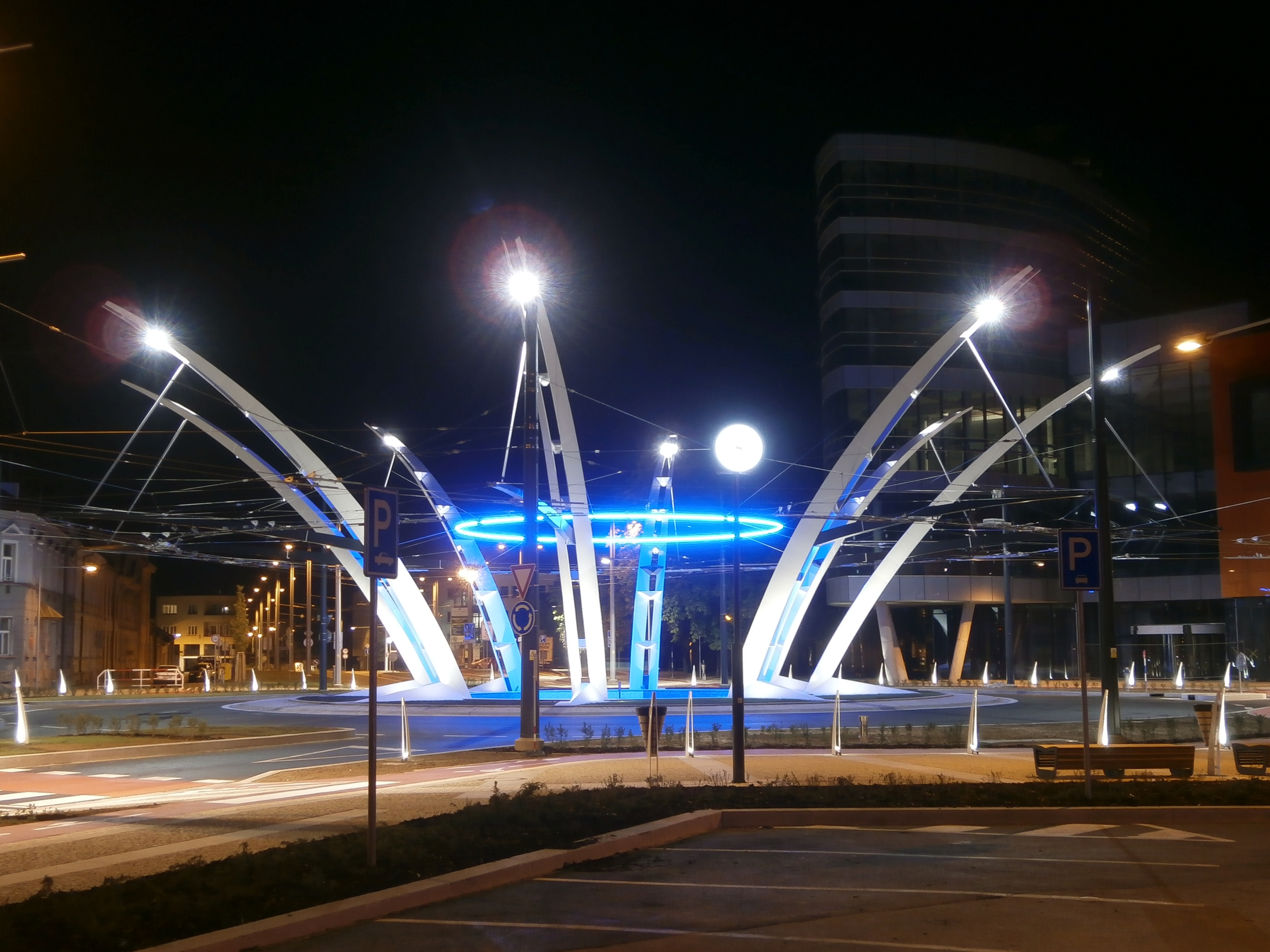
Osvětlená křižovatka Koruna v noci